# Hernebkha
Muthis (... – 393 a.C.) è stato un faraone della XXIX dinastia egizia.

## Biografia
Alla morte di Neferite I, avvenuta nel 393 a.C., si formarono due fazioni entrambe con un proprio pretendente al trono: Muthis e Psammuthis. Pare che il primo, che forse era figlio del predecessore, sia riuscito a regnare appena per qualche mese, salvo poi venire spodestato da Psammuthis.
Del brevissimo regno di Muthis non si conosce quasi nulla. Il suo nome non compare nella lista di Manetone e neppure nei due elenchi della Cronaca demotica: solo la lista B cita dopo Neferite I "... suo figlio", senza riportare alcun nome.

Il suo nome è noto solamente dall'epitome di Eusebio di Cesarea nella quale pone Muthis tra Neferite I e Psammuthis.